# Carl Crack
Carl Crack (* 1971 in Swasiland; † 6. September 2001 in Berlin; eigentlich Karl Böhm) war ein deutscher MC. Von 1992 bis 2000 war er Mitglied der Berliner Digital-Hardcore-Band Atari Teenage Riot.
Crack hatte einen erheblichen Einfluss auf die Entwicklung des typischen Stils von Atari Teenage Riot, insbesondere auf das MCing der Band.
1998 entstand unter dem Titel Black Ark sein einziges Soloalbum, auf dem starke Einflüsse des Dub zu finden sind.
Crack nahm sich am 6. September 2001 im Alter von 30 Jahren das Leben. Ein Jahr nach seinem Tod erschien das Album The Third Armpit der Band Cobra Killer, an dessen Entstehung Crack mitgewirkt hatte.